# Torticollis
Mit Schiefhals oder lateinisch Torticollis (auch Tortikollis), von tortus „gedreht“, „gekrümmt“, und collum „Hals“, früher auch Caput obstipum genannt, bezeichnet man eine angeborene oder erworbene Schief- bzw. Fehlhaltung des Halses. Die Ursachen hierfür sind unterschiedlich und können zum Beispiel Ausdruck einer neurologischen Erkrankung sein (zervikale Dystonie), bei der es zu unkontrollierten Bewegungen oder zur Zwangshaltung des Kopfes kommt (spastischer Schiefhals, Torticollis spasticus oder Torticollis spasmodicus). Bei schmerzhaften Erkrankungen im Bereich der Hals-Nasen-Ohren-Heilkunde kann ein symptomatischer Torticollis als Schonhaltung auftreten. In der Augenheilkunde kennt man einen okulären Schiefhals (Torticollis ocularis) als Kompensationsmechanismus bei einer Augenmuskellähmung und bei einem Nystagmus. Auch sind rheumatische Formen bekannt.

## Formen
In der Medizin werden verschiedene Typen unterschieden, die auch in Kombination auftreten können:
- drehend: rotatorischer Torticollis
- zur Schulter geneigt: Laterocollis
- nach vorn auf die Brust gebeugt: Anterocollis
- nach hinten überstreckt: Retrocollis

Die Fehlhaltung kann mit rhythmischen und teilweise heftigen Bewegungen einhergehen. Nicht selten ist die Achse zwischen Kopf und Körper verschoben und es kann auch zu einem Schulterhochstand kommen.

## Ursachen
Unterschieden wird zwischen angeborenen muskulären, skelettbedingten (z. B. Klippel-Feil-Syndrom), rheumatischen, okulären, somatoformen sowie neurologischen Ursachen. Bei letzteren spielt sich das Krankheitsgeschehen im Gehirn im extrapyramidalen System und hier speziell in den Basalganglien ab. Ursachen des Torticollis können sein:
- Schädigungen bestimmter Hirnregionen verursacht durch Schlaganfälle, Tumoren, Hirnverletzungen oder -entzündungen, Gefäßmissbildungen, Unfallfolge (Schleudertrauma)
- Stoffwechselerkrankungen
- Einnahme von Medikamenten, die auf die Basalganglien wirken
- geburtstraumatisch durch Einblutung in den M. sternocleidomastoideus, zum Beispiel bei einer Steißgeburt
- Tumor der hinteren Schädelgrube
- Kalzifikation der Zwischenwirbelscheiben
- verletzungsbedingt (Torticollis traumaticus)
- als schmerzbedingte Schonhaltung bei Entzündungen im Hals-Nasen-Rachen-Bereich (Grisel-Syndrom), z. B. bei Peritonsillarabszess, akuter Halslymphknotenentzündung, Bezold-Abszess

Meist ist keine Schädigung festzustellen (idiopathische Krankheit).

### Kongenitaler muskulärer Torticollis
Das Krankheitsbild des kongenitalen (angeborenen) Torticollis, auch als Torticollis muscularis congenitus bekannt, wird durch eine Verkürzung des Musculus sternocleidomastoideus verursacht. Diese Form des Torticollis muss immer frühzeitig kinderphysiotherapeutisch behandelt werden. Geeignete Maßnahmen bestehen aus Dehnungsübungen, spezifischen Lagerungen und Handling-Instruktionen für die Eltern. Bei sehr ausgeprägten Formen und/oder ausbleibender Verbesserung muss eine kinderorthopädische Behandlung in Betracht gezogen werden.

### Torticollis ocularis
Das Symptom einer Kopfschiefhaltung gibt es auch in der Augenheilkunde (okulärer Schiefhals oder Kopfzwangshaltung, kurz KZH) zur Kompensation einer Augenmuskelgleichgewichtsstörung. Sie kann in Form von Kopfdrehung, -neigung, -hebung oder -senkung oder einer Kombination aus allen genannten Formen auftreten.
Häufigster Auslöser einer okulären Kopfzwangshaltung ist die Lähmung eines oder mehrerer äußerer Augenmuskeln. Dadurch entstehen Einschränkungen der Bewegungsfähigkeit des Auges sowie ein Schielen mit Auftreten von Doppelbildern. Um diese Doppelbilder zu vermeiden, wendet der Patient in der Regel den Kopf in Richtung des betroffenen Muskels, um seinen Aktionsbereich zu verlassen. Der Blick wird so in eine Richtung gelenkt, in der der Muskel nicht oder nur minimal aktiv ist und deshalb im Idealfall keine Doppelbilder mehr auftreten. Es kommt auch vor, dass Personen mit einer Augenmuskelgleichgewichtsstörung eine Kopfzwangshaltung einnehmen, um den Abstand der Doppelbilder voneinander so weit zu vergrößern, dass deren Auftreten nicht mehr störend wirkt. In diesem Fall ist der Kopf entgegen der Zugrichtung und Bewegungseinschränkung des betroffenen Muskels gerichtet.
Eine weitere Ursache für die Einnahme einer Kopfzwangshaltung ist ein sogenannter Nystagmus (Augenzittern). Hierbei können in manchen Fällen durch die Kopfhaltung eine relative oder sogar absolute Ruhe des Augenzitterns und damit eine Verbesserung der Sehschärfe erreicht werden.
Die exakte Analyse und die Messung aller Komponenten einer Kopfzwangshaltung sind ein wichtiger diagnostischer Aspekt hinsichtlich eines therapeutischen Ansatzes in dem Bereich der Strabologie und der Neuroophthalmologie.

## Behandlung
Eine allgemeinverbindlich etablierte Therapie existiert schon auf Grund der unterschiedlichen Genese nicht. Nicht selten sind Rehabilitationsmaßnahmen notwendig. Behandlungsmethoden bei zervikalen Dystonien können sein:
- Physiotherapie, ggf. noch vor der Vollendung des 1. Lebensjahres
- Einnahme von Medikamenten (in akuten Fällen z. B. Biperiden)
- operative Eingriffe, z. B. Denervierung (chirurgische Trennung der Nerven vom betroffenen Muskel) oder Myotomie (operative Durchtrennung von Muskeln, wie sie 1641 bereits von dem Militärarzt Isaak Minnius mit der Inzision des Musculus sternocleidomastoideus beim spastischen Schiefhals durchgeführt und 1912 von Guillaume Dupuytren wieder aufgegriffen wurde[3]) bzw. Tenotomie (Durchtrennung der Sehnen, angewendet bereits von Ferdinand Sauerbruch[4])
- Im Falle eines okulär bedingten Torticollis steht die Behandlung der Grunderkrankung bspw. mittels Augenmuskeloperation im Vordergrund.[5]

## Verlauf
In Abhängigkeit von der Ursache können neben einer Spontanheilung häufig Phasen der Besserung und Verschlechterung auch im Verlauf eines Tages auftreten.
Auch nach operativen Behandlungen müssen eine weitere physiotherapeutische Behandlung sowie regelmäßige Nachuntersuchungen durchgeführt werden, um ein Wiederauftreten rechtzeitig zu bemerken. Unbehandelt können bestimmte Formen des Torticollis zu Spätfolgen führen.

## Tiermedizin
Formen von Torticollis sind auch im Bereich der Veterinärmedizin bekannt, zum Beispiel beim Kaninchen.